# Bulalácao
Bulalácao es un municipio filipino de cuarta categoría perteneciente a la provincia isleña de Mindoro Oriental en Tagalas Sudoccidentales.
Con una extensión superficial de 321,86 km²,  tiene una población de 33.754 personas que habitan en 6.169 hogares.
Su alcalde es Emilio C. Villas.
Para las elecciones a la Cámara de Representantes está encuadrado en el Segundo Distrito Electoral de esta provincia.

## Geografía
El municipio de Bulalácao se encuentra situado en  la parte suroriental de la isla de Mindoro, siendo el más meridional de esta provincia.
Su término linda al norte  con el municipio de Mansalay;   al sur y al este  con  el mar de Sibuyán, frente a la isla de  Romblón, separada por el estrecho de Tablas; y al oeste  con varios  municipios de Mindoro Occidental:  San José y Magsaysay.
Buyayao es una isla adyacente al barrio de San Roque.
La isla de Saguicay se encuentra en elcentro de la baía del mismo nombre, frente a los barrios de San Roque, san Juan y Balatasán.
La bahía de Bulacao baña los barrios de Milagrosa, San Francisco, Maujau, San Pedro, San Juan y Balatasán.
Las islas de Tambarón y Maasín forman parte del barrio de Balatasán y separan las bahías de Bulacao y de Saguicay.
La isla de  Alibatán (Target Island) se encuentra frente a la bahía de Bulacao.

## Barrios
El municipio se divide, a los efectos administrativos, en 15 barangayes o barrios, conforme a la siguiente relación:
| - Bagong Sikat - Balatasán - Benli (Asentamiento Mangyan) | - Cabugao - Cambunang (Población) - Campaasán (Población) | - Maasín - Maujao - Milagrosa de Guiob | - Nasukob (Población) - San Pedro (Población) - San Francisco de Alimawan | - San Isidro - San Juan - San Roque de Buyayao |

## Historia
El 21 de junio de 1969 cambia su nombre el municipio de San Pedro por el de Bulalácao.

## Patrimonio
Iglesia parroquial católica bajo la advocación de los santos Pedro y Pablo, consagrada en 1952.
Forma parte del Vicariato de Pax Christi en  la Vicaría Apostólica de Calapán sufragánea  de la Arquidiócesis de Lipá.